# Arthur De Greef (Tennisspieler)
Arthur De Greef (* 27. März 1992 in Uccle/Ukkel) ist ein ehemaliger belgischer Tennisspieler.

## Karriere
De Greef spielte die meiste Zeit auf der ITF Future Tour und der ATP Challenger Tour. Auf ersterer gewann er zehn Titel im Einzel und drei Titel im Doppel.
2015 kam er in Casablanca beim Grand Prix Hassan II zu seinem Debüt auf der ATP World Tour. Nach überstandener Qualifikation besiegte er in der Auftaktrunde Diego Schwartzman in drei Sätzen, wo er zwei Matchbälle abwehren konnte, ehe er im Achtelfinale Aljaž Bedene 2:6, 3:6 unterlag. Er gab 2017 sein Debüt für die belgische Davis-Cup-Mannschaft. Im selben Jahr kam er zu seinem einzigen Match bei einem Grand-Slam-Turnier in der ersten Runde der French Open. Auf der Challenger Tour gewann er 2016 und 2018 je einen Titel. Den höchsten Rang in der Weltrangliste erreichte er 2017 mit Platz 113. Ab 2019 ließen seine Leistungen nach. Bei der Qualifikation zu den Australian Open 2021 schied er in der ersten Runde aus. Das war sein letztes Profiturnier. Im Mai 2021 wurde bekannt, dass die Tennis Integrity Unit gegen De Greef und sechs weitere Belgier wegen des Verdachts der Spielmanipulation ermittelt, wodurch ihm nicht mehr erlaubt war an Turnieren teilzunehmen. De Greef wurde im November 2023 zu einer Sperre von drei Jahren und neun Monaten sowie einer Geldstrafe von 45.000 US-Dollar verurteilt – 31.500 Dollar der Strafe wurden zu Bewährung ausgesetzt. Die Sperre endet im Februar 2025.

## Erfolge
| Legende (Anzahl der Siege)  |
| Grand Slam                  |
| ATP World Tour Finals       |
| ATP World Tour Masters 1000 |
| ATP World Tour 500          |
| ATP World Tour 250          |
| ATP Challenger Tour (2)     |

### Einzel

#### Turniersiege
| Nr. | Datum          | Turnier | Belag | Finalgegner     | Ergebnis      |
| --- | -------------- | ------- | ----- | --------------- | ------------- |
| 1.  | 7. August 2016 | Liberec | Sand  | Steve Darcis    | 7:64, 6:3     |
| 2.  | 6. Mai 2018    | Ostrava | Sand  | Nino Serdarušić | 4:6, 6:4, 6:2 |